# Џејмстаун (Канзас)
Џејмстаун (енгл. Jamestown) град је у америчкој савезној држави Канзас.

## Демографија
По попису из 2010. године број становника је 286, што је 113 (-28,3%) становника мање него 2000. године.
| Група             | 2000.       | 2010.       |
| Белци             | 388 (97,2%) | 278 (97,2%) |
| Афроамериканци    | 0 (0,0%)    | 2 (0,7%)    |
| Азијати           | 1 (0,3%)    | 1 (0,3%)    |
| Хиспаноамериканци | 0 (0,0%)    | 2 (0,7%)    |
| Укупно            | 399         | 286         |